# Nzacko
Nzacko (auch Nzako) ist eine Ortschaft im Norden der Präfektur Mbomou im Osten der Zentralafrikanischen Republik. Sie liegt in der Unterpräfektur Bakouma, deren Hauptstadt Bakouma knapp 60 Kilometer entfernt liegt.

## Lage und Verkehr
Nzacko liegt auf einer Höhe von etwa 600 m im dünn besiedelten Landesinneren. Nach Süden ist über die Route Régionale 18 Bakouma erreichbar, von dort über weitere Regionalstraßen nach SüdenBangassou, der Hauptstadt der Präfektur Mbomou an der Grenze zur Demokratischen Republik Kongo. Gut 100 Straßenkilometer weiter nordöstlich liegt die isolierte Siedlung Yalinga und etwa 150 Straßenkilometer nordwestlich liegt Bria, die Hauptstadt der Nachbarpräfektur Haute-Kotto. Die Straßen sind jedoch alle nicht asphaltiert und in sehr schlechtem Zustand. In der Regenzeit sind sie nicht oder nur unter großen Entbehrungen befahrbar, was dazu führt, dass dieser Landesteil für Monate fast komplett isoliert ist. Dazu kommt die äußerst schlechte Sicherheitslage seit 2013, die ein gefahrloses Befahren verhindert.
Etwa vier Kilometer südwestlich der Ortschaft liegt eine unbefestigte Flugpiste, die jedoch nicht im regulären Flugverkehr angeflogen wird. Sie ist auch nicht als Flugplatz registriert.

## Wirtschaft
Bei Nzacko gibt es Diamanten- und Goldvorkommen. Außerdem wurde im Wald Holz gewonnen.

## Lebensumstände
Trotz des Reichtums der Gegend ist die Bevölkerung bitterarm. Zumindest im Jahr 2018, als die Stadt mehrere Jahre lang nicht im Einflussbereich der staatlichen Behörden, sondern von verschiedenen Rebellengruppen besetzt gewesen war, gab es in Nzacko weder eine Schule für die 350 Kinder noch eine Gesundheitsstation.
Im Jahr 2015 kam es in Nzacko zu einem schweren Ausbruch der Masern, auf den die Ortschaft nur mit Hilfe von außen reagieren konnte.
Zwischen 2013 und 2024 konnten für die in Nzacko geborenen Kinder keine Geburtsurkunden ausgestellt werden, weil die Region nicht von der Regierung kontrolliert wurde. Die Preise für Waren sind in Nzacko extrem hoch, da die Straßen nur unter höchsten Gefahren befahren werden können.

## Geschichte

### Bürgerkrieg
Die rohstoffreiche Gegend um Nzacko und Bakouma war im seit 2012 andauernden Bürgerkrieg in der Zentralafrikanischen Republik stark umkämpft. Die Rebellengruppen, die die Kontrolle über die Ortschaft oder über die Straßenverbindungen hatten, forderten von der Bevölkerung Wegzoll oder Abgaben ohne jegliche Gegenleistung.
Im Jahr 2022 und 2023 wechselte die Kontrolle über Nzacko mehrmals zwischen Rebellen der Front populaire pour la renaissance de la Centrafrique (FPRC), die zur Coalition des patriotes pour le changement (CPC) gehören, und den Regierungstruppen und den diese unterstützenden Söldner der russischen Gruppe Wagner. Von Seiten der Rebellen kam es zu Erpressung von Händlern und zur Vergewaltigung von 14 jugendliche Mädchen allein im Januar 2022.
Auch nach der Rückeroberung durch die Regierungstruppen und die diese unterstützende russische Gruppe Wagner im März 2024 verbesserte sich die Situation für die Bevölkerung nicht. Die Soldaten, Polizisten und Russen plünderten in den Hütten der Einwohner und nahmen alles mit, was sie gebrauchen konnten. Die zentralafrikanischen Behörden stellen sich bezüglich dieser Anschuldigungen und der Beschwerden über die Brutalität und Zerstörungswut der russischen Söldner taub.
Während im September 2024 Nzacko selbst wieder recht sicher war, waren das Umland, wo der Großteil der Bevölkerung arbeitet, und die beiden Verbindungsstraßen nach Norden und nach Süden in ständiger Gefahr von Angriffen der bewaffneten Rebellen.